# كسوف الشمس 4 يناير 2011

كسوف جزئي. يلاحظ عدم حدوث كسوف كلي (لم يظهر الظل المظلم في أي منطقة على الأرض) ، قارن بكسوف الشمس 13 نوفمبر 2012.

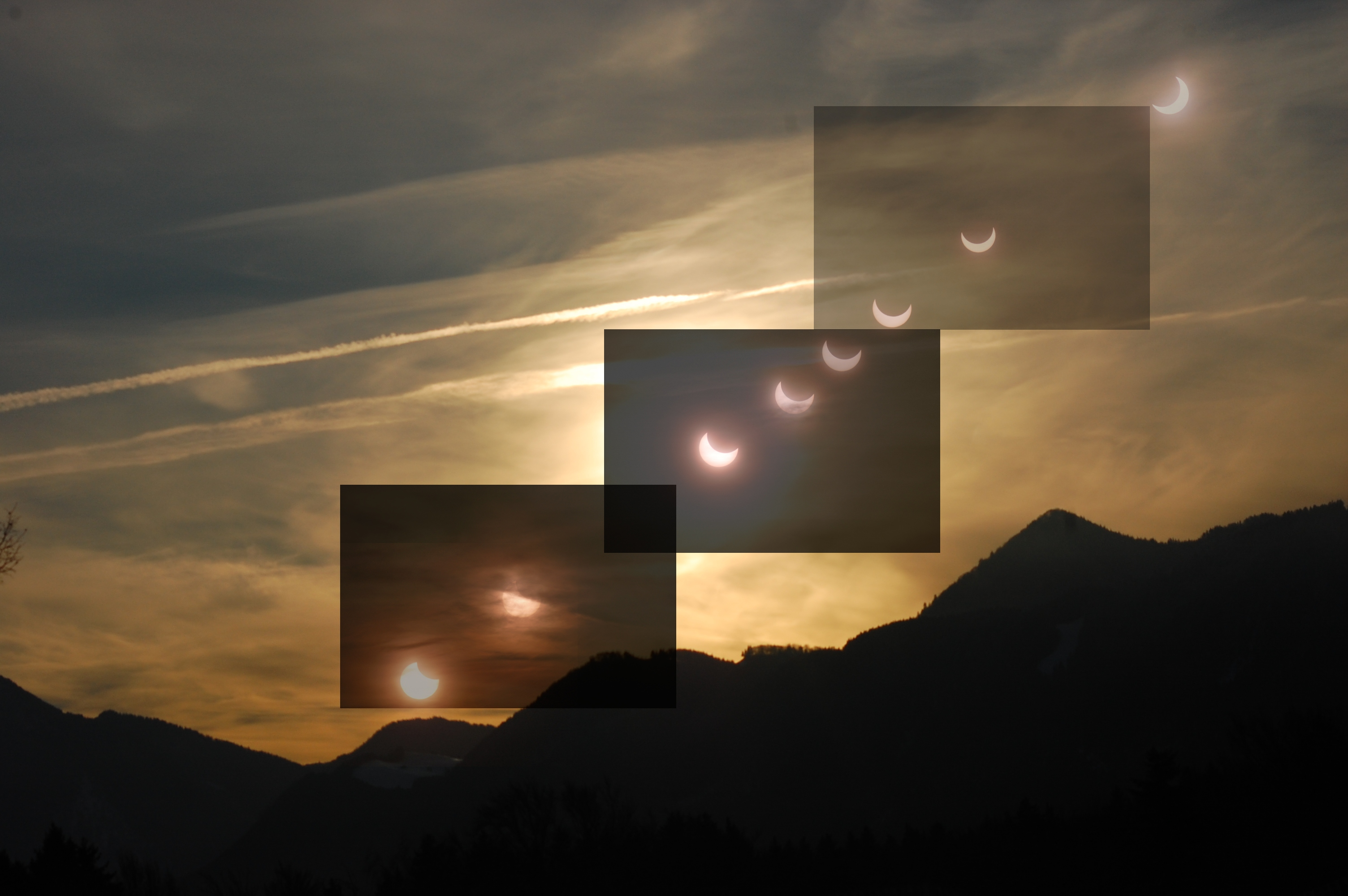
متابعة الكسوف كما رؤي في جنوب ألمانيا.

حدث أول كسوف جزئي للشمس للعام 2011 في 4 يناير حيث يتوقع حدوث أربعة كسوفات جزئية وكسوفين كاملين خلال عام 2011 م . وقد  تمكن العديد من مشاهدة كسوف 4 يناير  في كل من أوروبا ، و آسيا ، و أفريقيا ، كما شوهد في اليمن والتقطت له صور هناك .
من المعتقد أن يكون هذا الكسوف وصل أوجّه شمال السويد الساعة 08:50 ، أي أن يكون كسوف كلي هناك .

## صور

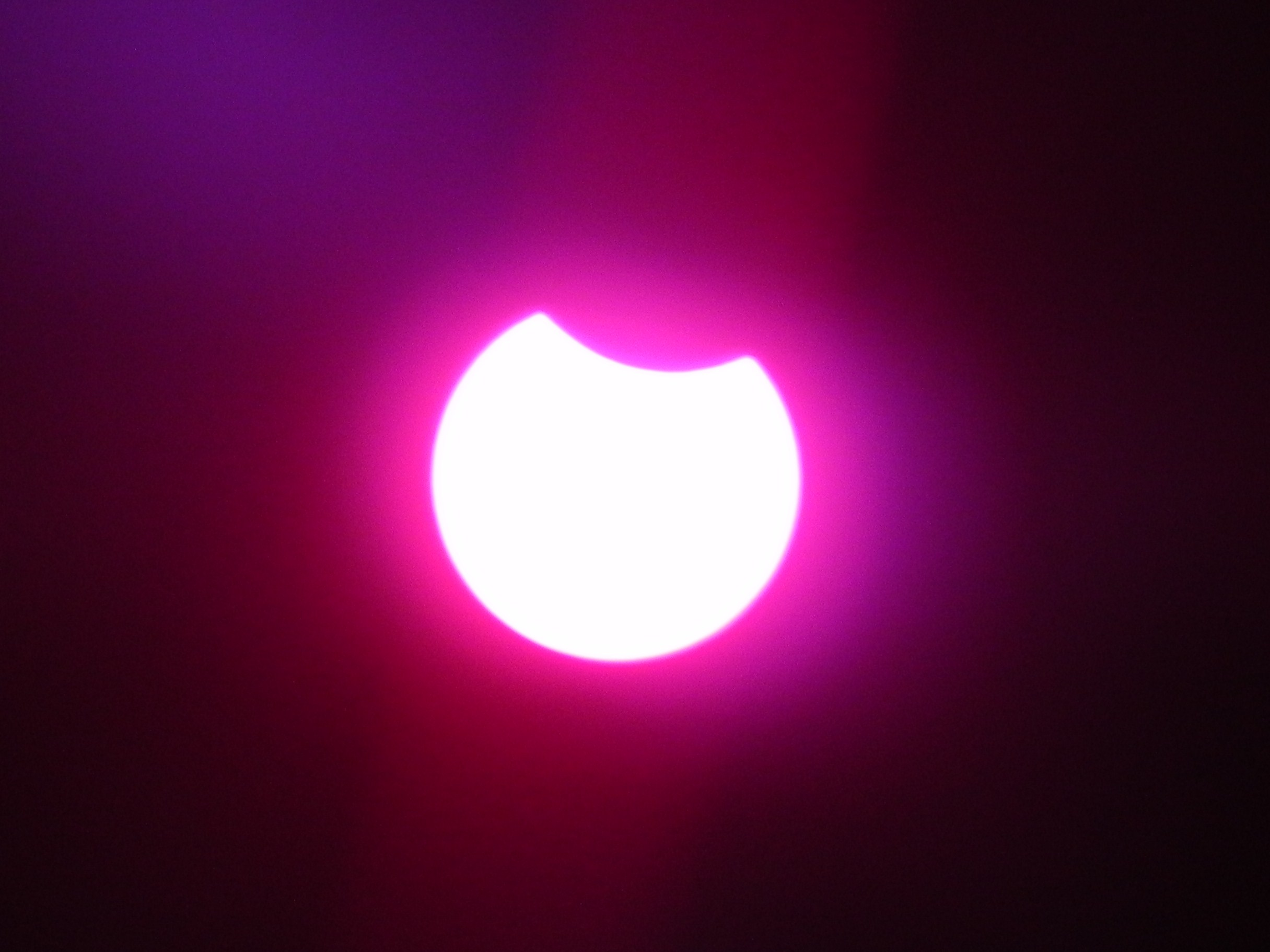
الكسوف الجزئي في اليمن، استمر من الساعة التاسعة صباحاً حتى الواحدة ظهراً والتقطت هذه الصورة الساعة 11:47.
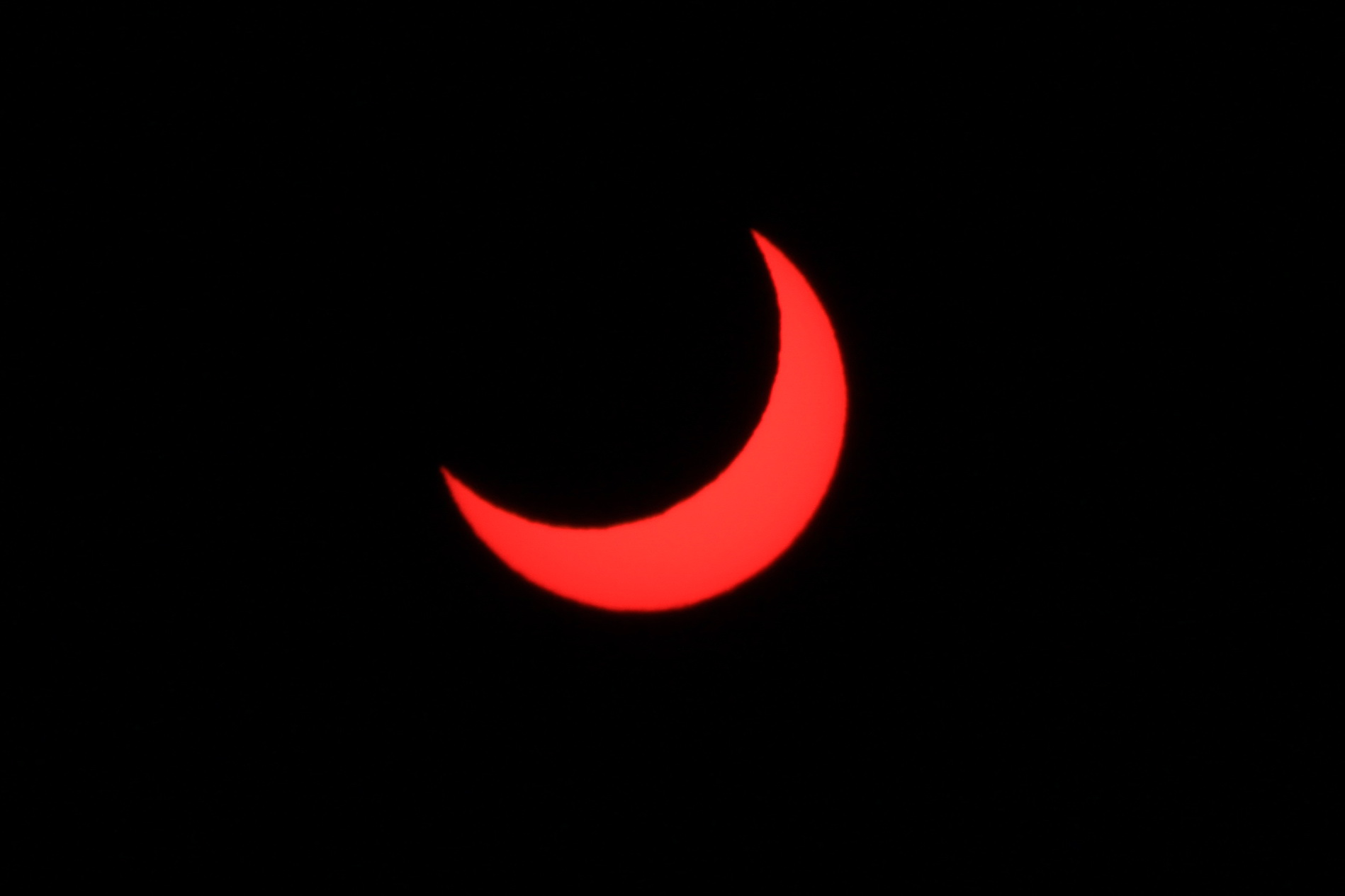
كسوف 4, 2011 تم تصويره في سلوفاكيا الساعة 09:43 .
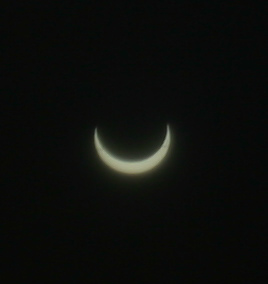
كما رؤي في  ستوكهولم, السويد الساعة 08:36 .
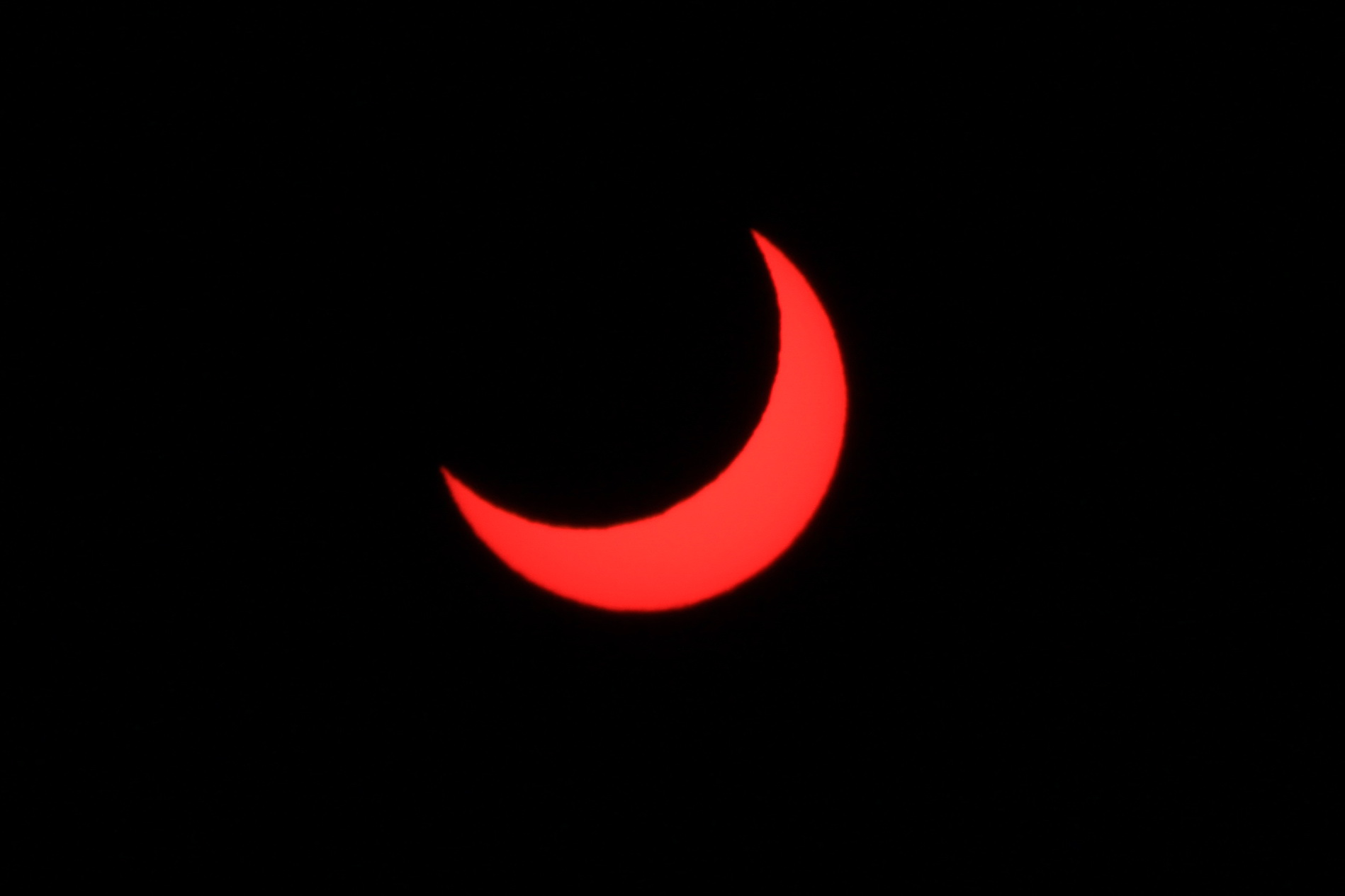
From براتيسلافا, سلوفاكيا at 09:43 AM.
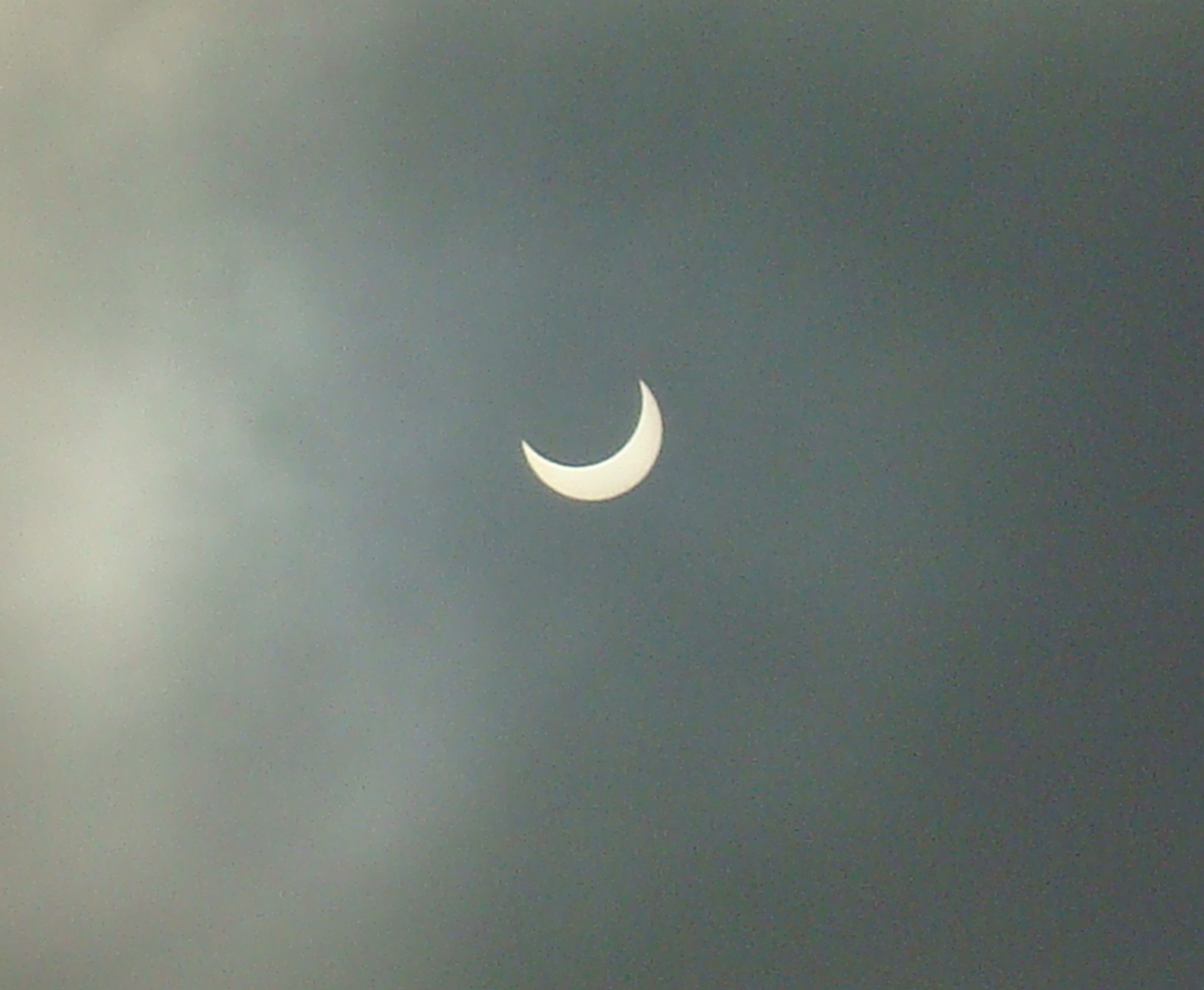
From بوخارست, رومانيا at 10:35 AM.
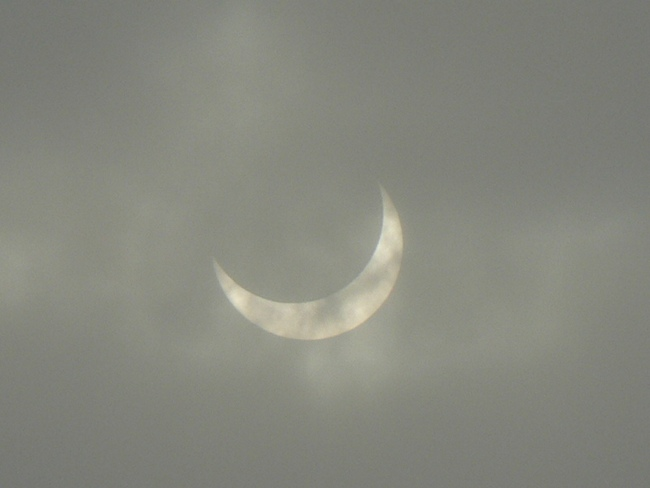
From Petrov nad Desnou, التشيك at 08:41 UTC.
From تومسك at 9:50 UTC.From تومسك at 9:50 UTC.
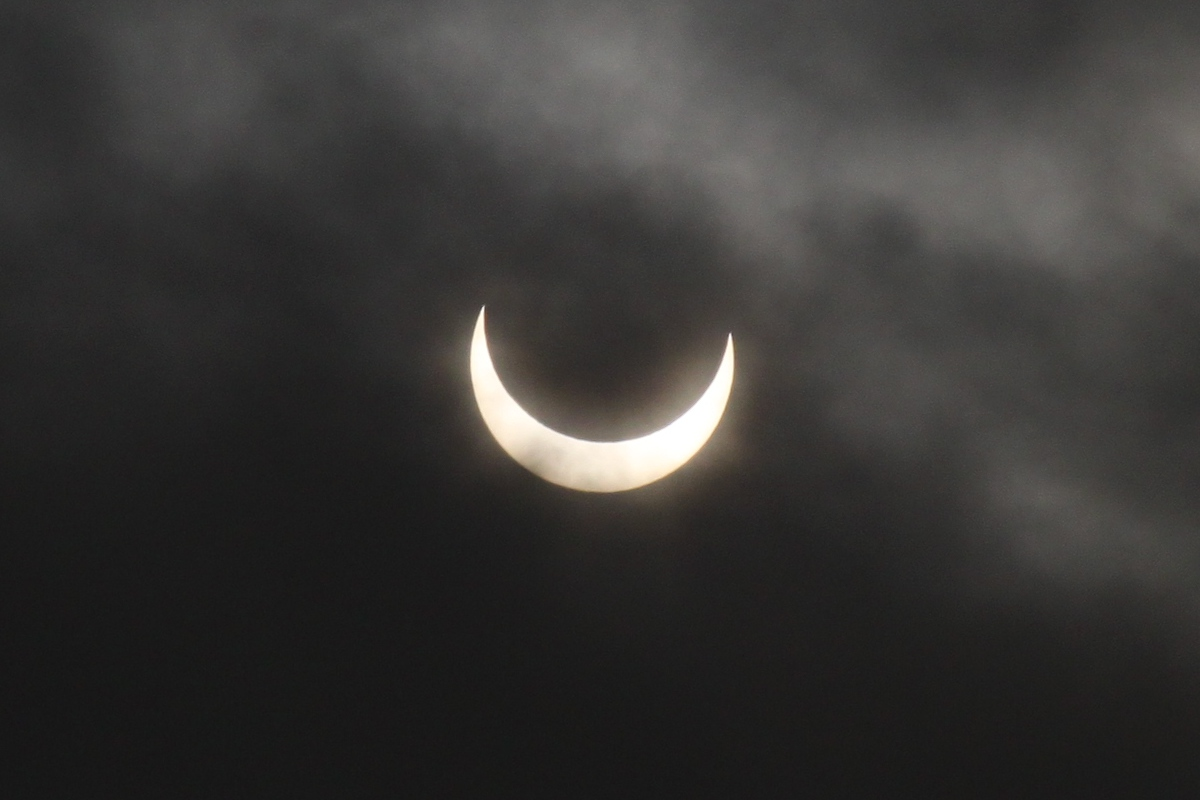
From Marki, بولندا at 9:33 CET.
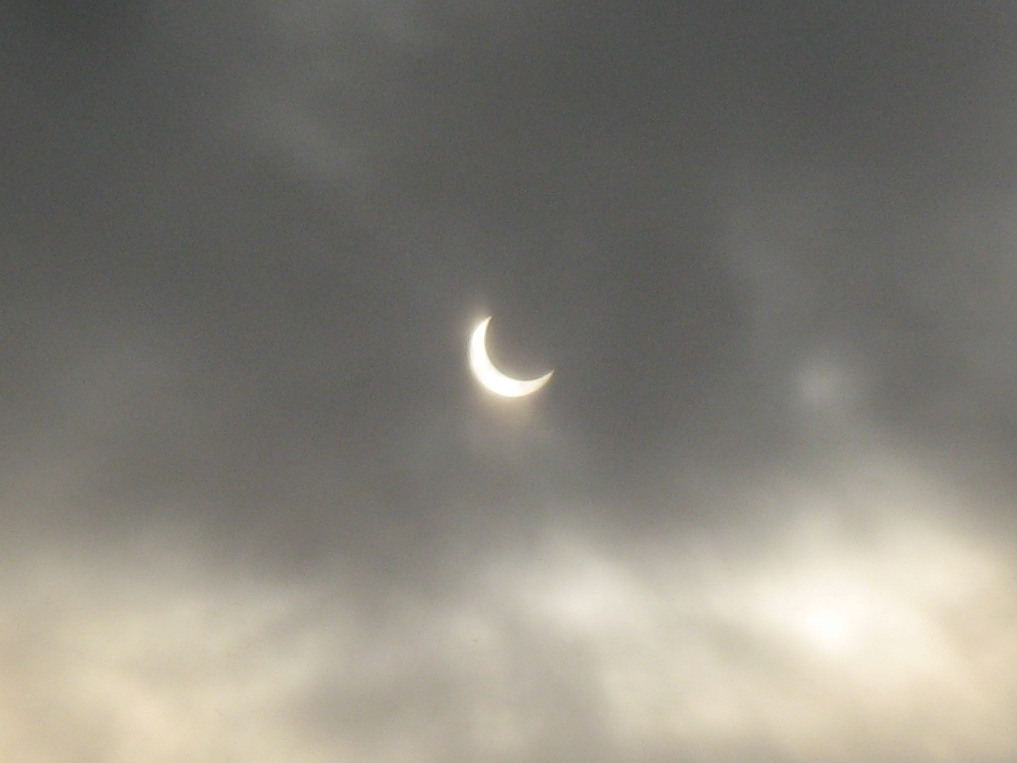
From موسكو, روسيا at 9:00 UTC.
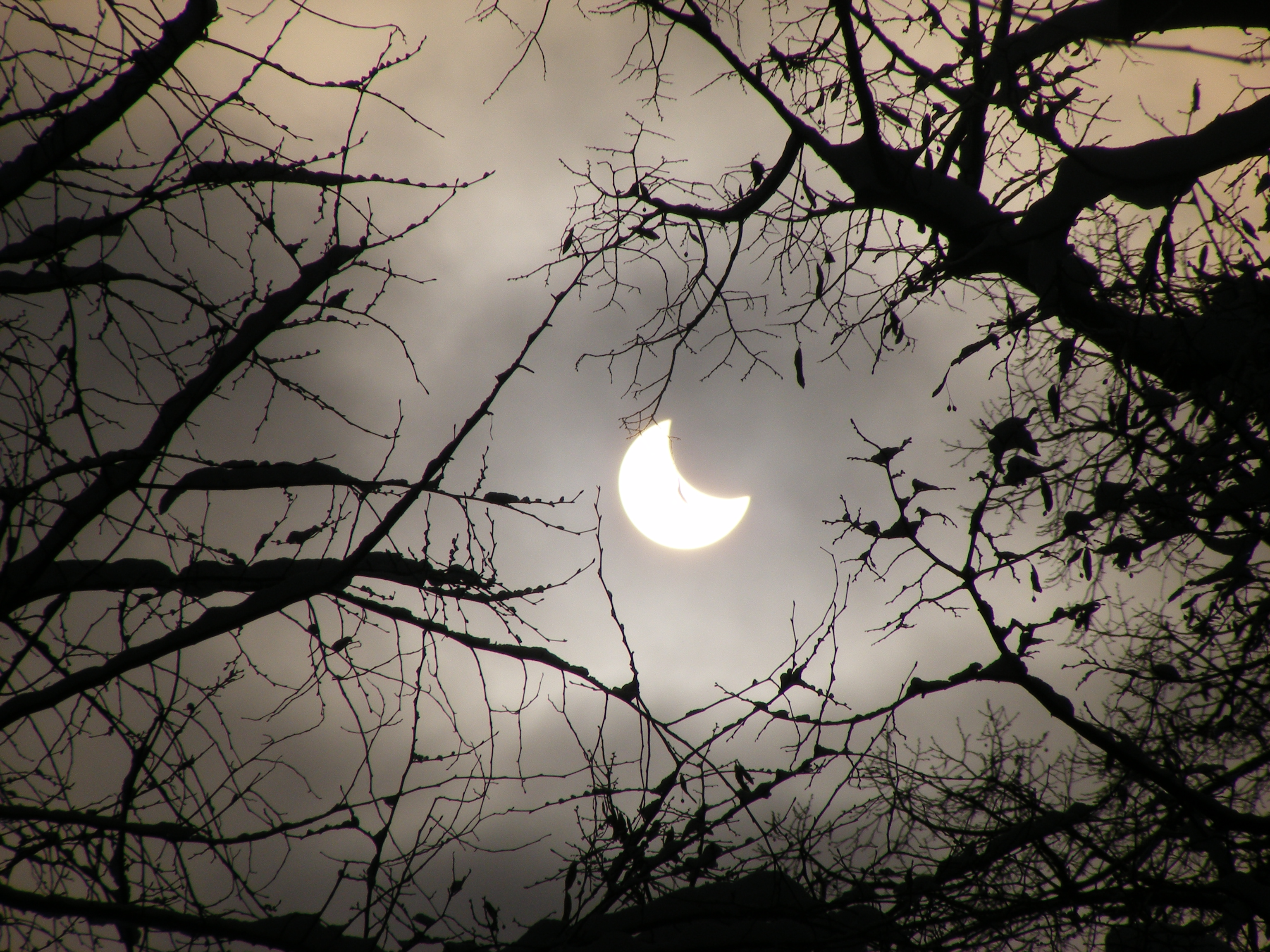
From سلوبوزيا, رومانيا at 07:52:12 UTC.
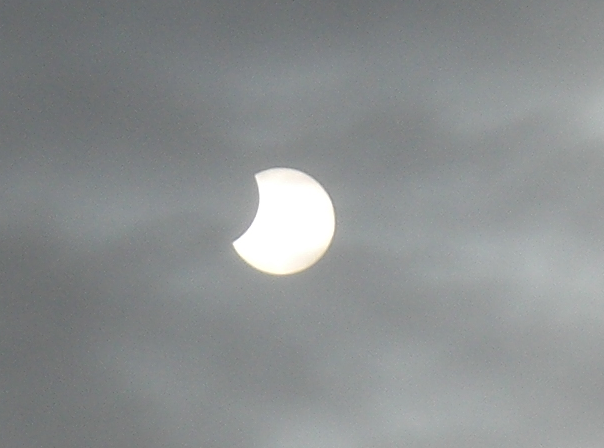
From Krasnystaw, بولندا at the ending.
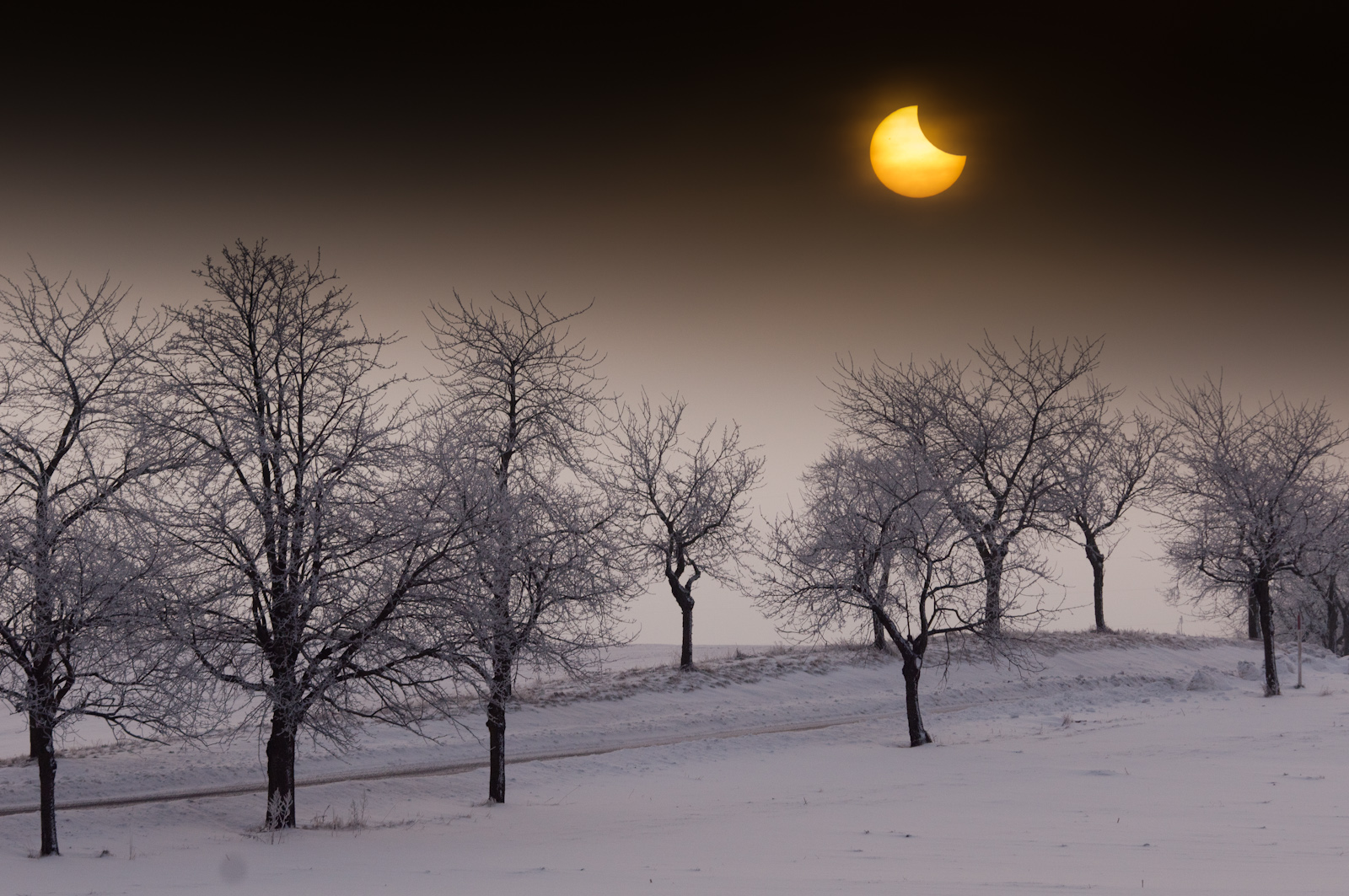
From ستراكونيتسه, التشيك